# Supersypnoides erebina
Supersypnoides erebina là một loài bướm đêm trong họ Noctuidae.